# Toxostoma crissale
El cuitlacoche culirrojo (Toxostoma crissale), también conocido como cuitlacoche crisal, es una especie de ave paseriforme de la familia Mimidae. Se distribuye en el suroeste de los Estados Unidos (oeste de Texas, el sur de Nuevo México, el sur de Arizona, sureste de California, extremo sur de Nevada y el extremo suroeste Utah) y en el norte de México.

## Descripción
Estas aves alcanzan hasta 32 cm de longitud y tienen un pico profundamente curvado. Los ojos son de color amarillo opaco. Se puede encontrar cerca de arroyos desérticos en maleza densa, matorrales de mesquite, sauces, encinillo, manzanita y chaparral. El ave rara vez vuela al aire libre, prefiriendo caminar o correr alrededor de su territorio y en la mayoría de veces corren a esconderse cuando son molestados por un depredador potencial.

## Taxonomía
En los primeros años del estudio de las aves del oeste de América del Norte, esta especie fue confundida con el cuitlacoche californiano (Toxostoma redivivum), con el cual está estrechamente relacionado. La descripción de T. redivivum en el libro de John Cassin en 1856 Illustrations of the Birds of California, Texas, Oregon, British, and Russian America llevó posteriormente a otros ornitólogos a la conclusión de que al menos tres de las aves descritas eran en realidad cuitlacoches crisal. Cuando un cirujano del ejército que trabajaba en Nuevo México envió muestras a Cassin de un pájaro que él creía que era un cuitlacoche californiano, Cassin envió las muestras a Spencer Baird en el Instituto Smithsoniano. Baird determinó que no era un cuitlacoche californiano y publicó sus hallazgos en 1858, identificando al cuitlacoche crisal como una nueva especie.
Errores de impresión en la publicación de Baird en 1858 llevó a la confusión por muchos años y a la controversia sobre el nombramiento del cuitlacoche crisal. La publicación de Baird identificó la nueva especie como Toxostoma dorsalis, ya que la impresora había cambiado el nombre de la nueva especie de cuitlacoche con el nombre de una nueva especie de junco, Junco dorsalis. Baird hizo arreglos para que el error fuera corregido, grabando el nombre como T. crissalis el siguiente mes. Posteriormente, el nombre T. crissalis fue aceptado y utilizado hasta 1920, cuando el ornitólogo Harry Church Oberholser publicó una nota afirmando que T. dorsalis debía ser utilizado en su lugar porque tenía prioridad sobre la publicación de T. crissalis, a pesar de que la publicación original había sido un error y que había sido corregida rápidamente. Como resultado, el epíteto T. dorsalis apareció en la literatura ornitológica hasta 1983, cuando la Comisión Internacional de Nomenclatura Zoológica restauró formalmente al nombre previsto por Baird de T. crissale.

## Reproducción
El cuitlacoche crisal construye su nido en arbustos densos a una altura de 3 a 8 pies, por lo general bajo una rama grande para la protección, tanto de otros pájaros como del sol. El macho y la hembra colaboran en la construcción del nido en forma de cuenco, construido a partir de ramitas y forrado con vegetación más fina. Los huevos, que son de color azul sin manchas (esta es la única especie de cuitlacoche que pone huevos sin manchas), son puestos en nidadas de 2 a 3 huevos y son incubados durante unas 2 semanas, con ambos, macho y hembra, turnándose en el nido. Las crías vuelan de 11 a 13 días después de la eclosión. Los jóvenes son más pálidos y más apagados que los adultos, con las subcaudales más marrón.

## Alimentación
La especie es omnívora, alimentándose de insectos, semillas y frutos. El cuitlacoche crisal se alimenta principalmente en suelo, utilizando su largo pico para sondear a su presa entre la hojarasca, en particular bajo los arbustos.